# Ditrichum ditrichoideum
Ditrichum ditrichoideum là một loài rêu trong họ Ditrichaceae. Loài này được Cardot Ochyra mô tả khoa học đầu tiên năm 2008.